# Fodor Ágnes (rendező)
Fodor Ágnes (Budapest, 1952. március 25.) magyar rendező, író.

## Élete
Gyermekkorát a zene és a matematika tanulmányozásával töltötte. Érettségi után kívánságára azonnal a Magyar Televízióhoz került. 1970-1999-ig ott dolgozott. Rendezőként négy filmet jegyzett az Árvai Jolán féle Fiatal Művészek Stúdiójában. 2000 óta Németországban él német férjével. „Szöveg.doc“ címmel könyvet írt 1998-ban.
1971-ben Keleti Márton felvette az akkor indult tévérendező osztályába a Színház- és Filmművészeti Főiskolán, ahol – Keleti halála után – Makk Károly növendékeként végzett 1974-ben. Mivel megélhetése nem kötődött a rendezéshez, dolgozott amit csak lehetett: tévéjátékokban, versműsorokban, élő adásokban meg mindenféle másban volt asszisztens ( például a nagysikerű LGT show-ban rendezőasszisztens volt, Sándor Pál  mellett.)
Később kitanulta az újságírószakmát is. Tévés alkotásait szabadidejében, a Televízió Fiatal Művészek Stúdiójában készítette, mely akkoriban Árvai Jolán vezetésével neves alkotóműhellyé nőtte ki magát.
2000-ben, negyvennyolc évesen férjhez ment. Tizennégy évig gyakorolta az aikidó japán harcművészetet.

## Filmjei
- 1978 - Gyalogjárók
- 1982 - Hagyaték
- 1985 - Útszéli Isten
- 1992 - Valami más...